# Lista över fornlämningar i Västerås kommun (Hubbo)
Lista över fornlämningar i Västerås kommun (Hubbo) är en förteckning av ett urval av de fornlämningar som finns i Hubbo i Västerås kommun.
| Namn                      | Lämningstyp                      | Tillkomsttid | Historisk indelning | Plats | Läge                 | ID-nr          | Bild                                      |
| ------------------------- | -------------------------------- | ------------ | ------------------- | ----- | -------------------- | -------------- | ----------------------------------------- |
| Hubbo 3:1                 | Gravfält                         |              | Hubbo, Västmanland  |       | 59.679215, 16.594715 | 10229000030001 | Ladda upp en bild av detta fornminne      |
| Hubbo 4:1                 | Hög                              |              | Hubbo, Västmanland  |       | 59.679546, 16.596721 | 10229000040001 | Ladda upp en bild av detta fornminne      |
| Hubbo 5:1                 | Stensättning                     |              | Hubbo, Västmanland  |       | 59.682752, 16.593107 | 10229000050001 | Ladda upp en bild av detta fornminne      |
| Hubbo 5:2                 | Stensättning                     |              | Hubbo, Västmanland  |       | 59.682541, 16.592936 | 10229000050002 | Ladda upp en bild av detta fornminne      |
| Hubbo 6:1                 | Stensättning                     |              | Hubbo, Västmanland  |       | 59.683371, 16.593434 | 10229000060001 | Ladda upp en bild av detta fornminne      |
| Hubbo 7:1                 | Hög                              |              | Hubbo, Västmanland  |       | 59.689734, 16.589931 | 10229000070001 | Ladda upp en bild av detta fornminne      |
| Hubbo 9:1                 | Gravfält                         |              | Hubbo, Västmanland  |       | 59.690944, 16.610461 | 10229000090001 | Ladda upp en bild av detta fornminne      |
| Hubbo 10:1                | Stensättning                     |              | Hubbo, Västmanland  |       | 59.690938, 16.608945 | 10229000100001 | Ladda upp en bild av detta fornminne      |
| Hubbo 11:1                | Stensättning                     |              | Hubbo, Västmanland  |       | 59.692050, 16.609381 | 10229000110001 | Ladda upp en bild av detta fornminne      |
| Hubbo 14:1                | Hällristning                     |              | Hubbo, Västmanland  |       | 59.687540, 16.607213 | 10229000140001 | Ladda upp en bild av detta fornminne      |
| Hubbo 16:1                | Stensättning                     |              | Hubbo, Västmanland  |       | 59.704053, 16.608786 | 10229000160001 | Ladda upp en bild av detta fornminne      |
| Hubbo 16:2                | Stensättning                     |              | Hubbo, Västmanland  |       | 59.704165, 16.608647 | 10229000160002 | Ladda upp en bild av detta fornminne      |
| Hubbo 16:3                | Stensättning                     |              | Hubbo, Västmanland  |       | 59.704156, 16.608899 | 10229000160003 | Ladda upp en bild av detta fornminne      |
| Hubbo 16:4                | Stensättning                     |              | Hubbo, Västmanland  |       | 59.704492, 16.608286 | 10229000160004 | Ladda upp en bild av detta fornminne      |
| Hubbo 17:1                | Stensättning                     |              | Hubbo, Västmanland  |       | 59.702672, 16.616243 | 10229000170001 | Ladda upp en bild av detta fornminne      |
| Hubbo 19:1                | Hög                              |              | Hubbo, Västmanland  |       | 59.686436, 16.582356 | 10229000190001 | Ladda upp en bild av detta fornminne      |
| Hubbo 20:1                | Hög                              |              | Hubbo, Västmanland  |       | 59.678980, 16.593754 | 10229000200001 | Ladda upp en bild av detta fornminne      |
| Hubbo 20:2                | Hög                              |              | Hubbo, Västmanland  |       | 59.679110, 16.593700 | 10229000200002 | Ladda upp en bild av detta fornminne      |
| Hubbo 20:3                | Hällristning                     |              | Hubbo, Västmanland  |       | 59.678971, 16.593976 | 10229000200003 | Ladda upp en bild av detta fornminne      |
| Hubbo 21:1                | Stensättning                     |              | Hubbo, Västmanland  |       | 59.687345, 16.591300 | 10229000210001 | Ladda upp en bild av detta fornminne      |
| Hubbo 23:1                | Stensättning                     |              | Hubbo, Västmanland  |       | 59.686582, 16.636554 | 10229000230001 | Ladda upp en bild av detta fornminne      |
| Hubbo 25:1                | Hög                              |              | Hubbo, Västmanland  |       | 59.687078, 16.581466 | 10229000250001 | Ladda upp en bild av detta fornminne      |
| Hubbo 26:1                | Gravfält                         |              | Hubbo, Västmanland  |       | 59.658523, 16.612201 | 10229000260001 | Ladda upp en bild av detta fornminne      |
| Hubbo 30:1                | Gravfält                         |              | Hubbo, Västmanland  |       | 59.672604, 16.592721 | 10229000300001 | Ladda upp en bild av detta fornminne      |
| Hubbo 32:1                | Hög                              |              | Hubbo, Västmanland  |       | 59.670035, 16.619489 | 10229000320001 | Ladda upp en bild av detta fornminne      |
| Hubbo 33:1                | Gravfält                         |              | Hubbo, Västmanland  |       | 59.666893, 16.618785 | 10229000330001 | Ladda upp en bild av detta fornminne      |
| Hubbo 35:1                | Gravfält                         |              | Hubbo, Västmanland  |       | 59.667751, 16.620156 | 10229000350001 | Ladda upp en bild av detta fornminne      |
| Hubbo 37:1                | Stensättning                     |              | Hubbo, Västmanland  |       | 59.666667, 16.623586 | 10229000370001 | Ladda upp en bild av detta fornminne      |
| Hubbo 37:2                | Stensättning                     |              | Hubbo, Västmanland  |       | 59.666734, 16.623801 | 10229000370002 | Ladda upp en bild av detta fornminne      |
| Hubbo 37:3                | Stensättning                     |              | Hubbo, Västmanland  |       | 59.666342, 16.624067 | 10229000370003 | Ladda upp en bild av detta fornminne      |
| Hubbo 39:1                | Hög                              |              | Hubbo, Västmanland  |       | 59.669835, 16.616141 | 10229000390001 | Ladda upp en bild av detta fornminne      |
| Hubbo 40:1                | Stenkammargrav                   |              | Hubbo, Västmanland  |       | 59.658599, 16.620451 | 10229000400001 | Ladda upp en bild av detta fornminne      |
| Hubbo 41:1                | Hög                              |              | Hubbo, Västmanland  |       | 59.657156, 16.617341 | 10229000410001 | Ladda upp en bild av detta fornminne      |
| Hubbo 42:1                | Stensättning                     |              | Hubbo, Västmanland  |       | 59.668386, 16.627925 | 10229000420001 | Ladda upp en bild av detta fornminne      |
| Hubbo 44:1                | Gravfält                         |              | Hubbo, Västmanland  |       | 59.670250, 16.626802 | 10229000440001 | Ladda upp en bild av detta fornminne      |
| Hubbo 47:1                | Stensättning                     |              | Hubbo, Västmanland  |       | 59.673747, 16.579078 | 10229000470001 | Ladda upp en bild av detta fornminne      |
| Hubbo 49:1                | Gravfält                         |              | Hubbo, Västmanland  |       | 59.673638, 16.628389 | 10229000490001 | Ladda upp en bild av detta fornminne      |
| Hubbo 54:1                | Gravfält                         |              | Hubbo, Västmanland  |       | 59.703310, 16.603166 | 10229000540001 | Ladda upp en bild av detta fornminne      |
| Hubbo 55:1                | Hällristning                     |              | Hubbo, Västmanland  |       | 59.699180, 16.603233 | 10229000550001 | Ladda upp en bild av detta fornminne      |
| Hubbo 57:1                | Hög                              |              | Hubbo, Västmanland  |       | 59.699986, 16.604119 | 10229000570001 | Ladda upp en bild av detta fornminne      |
| Hubbo 57:2                | Stensättning                     |              | Hubbo, Västmanland  |       | 59.699866, 16.604297 | 10229000570002 | Ladda upp en bild av detta fornminne      |
| Hubbo 58:1                | Gravfält                         |              | Hubbo, Västmanland  |       | 59.673514, 16.626134 | 10229000580001 | Ladda upp en bild av detta fornminne      |
| Hubbo 60:1                | Stensättning                     |              | Hubbo, Västmanland  |       | 59.662437, 16.651577 | 10229000600001 | Ladda upp en bild av detta fornminne      |
| Hubbo 61:1                | Gravfält                         |              | Hubbo, Västmanland  |       | 59.675348, 16.662041 | 10229000610001 | Ladda upp en bild av detta fornminne      |
| Hubbo 65:1                | Stensättning                     |              | Hubbo, Västmanland  |       | 59.675269, 16.660818 | 10229000650001 | Ladda upp en bild av detta fornminne      |
| Hubbo 67:1                | Stensättning                     |              | Hubbo, Västmanland  |       | 59.675687, 16.627594 | 10229000670001 | Ladda upp en bild av detta fornminne      |
| Hubbo 68:1                | Stensättning                     |              | Hubbo, Västmanland  |       | 59.662140, 16.651286 | 10229000680001 | Ladda upp en bild av detta fornminne      |
| Hubbo 69:1                | Stensättning                     |              | Hubbo, Västmanland  |       | 59.660670, 16.649990 | 10229000690001 | Ladda upp en bild av detta fornminne      |
| Hubbo 69:2                | Stensättning                     |              | Hubbo, Västmanland  |       | 59.660353, 16.649608 | 10229000690002 | Ladda upp en bild av detta fornminne      |
| Hubbo 70:1                | Stensättning                     |              | Hubbo, Västmanland  |       | 59.660631, 16.653721 | 10229000700001 | Ladda upp en bild av detta fornminne      |
| Hubbo 70:2                | Stensättning                     |              | Hubbo, Västmanland  |       | 59.660820, 16.653649 | 10229000700002 | Ladda upp en bild av detta fornminne      |
| Hubbo 71:1                | Hög                              |              | Hubbo, Västmanland  |       | 59.670616, 16.633236 | 10229000710001 | Ladda upp en bild av detta fornminne      |
| Hubbo 71:2                | Stensättning                     |              | Hubbo, Västmanland  |       | 59.670536, 16.632936 | 10229000710002 | Ladda upp en bild av detta fornminne      |
| Hubbo 72:1                | Stensättning                     |              | Hubbo, Västmanland  |       | 59.664449, 16.628660 | 10229000720001 | Ladda upp en bild av detta fornminne      |
| Hubbo 72:2                | Stensättning                     |              | Hubbo, Västmanland  |       | 59.664558, 16.628588 | 10229000720002 | Ladda upp en bild av detta fornminne      |
| Hubbo 72:3                | Stensättning                     |              | Hubbo, Västmanland  |       | 59.664682, 16.628574 | 10229000720003 | Ladda upp en bild av detta fornminne      |
| Hubbo 72:4                | Stensättning                     |              | Hubbo, Västmanland  |       | 59.664567, 16.628007 | 10229000720004 | Ladda upp en bild av detta fornminne      |
| Vs Fv1988;36 (Hubbo 74:2) | Runristning                      |              | Hubbo, Västmanland  | Jädra | 59.658682, 16.613070 | 10229000740002 | Ladda upp en till bild av detta fornminne |
| Hubbo 76:1                | Hög                              |              | Hubbo, Västmanland  |       | 59.691528, 16.608554 | 10229000760001 | Ladda upp en bild av detta fornminne      |
| Hubbo 77:1                | Hög                              |              | Hubbo, Västmanland  |       | 59.692538, 16.610595 | 10229000770001 | Ladda upp en bild av detta fornminne      |
| Hubbo 80:1                | Stensättning                     |              | Hubbo, Västmanland  |       | 59.656055, 16.617714 | 10229000800001 | Ladda upp en bild av detta fornminne      |
| Hubbo 84:1                | Stensättning                     |              | Hubbo, Västmanland  |       | 59.685927, 16.590596 | 10229000840001 | Ladda upp en bild av detta fornminne      |
| Hubbo 84:2                | Stensättning                     |              | Hubbo, Västmanland  |       | 59.686045, 16.590671 | 10229000840002 | Ladda upp en bild av detta fornminne      |
| Hubbo 90:1                | Stensättning                     |              | Hubbo, Västmanland  |       | 59.661329, 16.652056 | 10229000900001 | Ladda upp en bild av detta fornminne      |
| Hubbo 91:1                | Stensättning                     |              | Hubbo, Västmanland  |       | 59.660091, 16.652460 | 10229000910001 | Ladda upp en bild av detta fornminne      |
| Hubbo 91:2                | Stensättning                     |              | Hubbo, Västmanland  |       | 59.660266, 16.652848 | 10229000910002 | Ladda upp en bild av detta fornminne      |
| Hubbo 92:1                | Stensättning                     |              | Hubbo, Västmanland  |       | 59.659367, 16.651364 | 10229000920001 | Ladda upp en bild av detta fornminne      |
| Hubbo 103:1               | Stensättning                     |              | Hubbo, Västmanland  |       | 59.675103, 16.627719 | 10229001030001 | Ladda upp en bild av detta fornminne      |
| Hubbo 104:1               | Gravfält                         |              | Hubbo, Västmanland  |       | 59.692704, 16.609588 | 10229001040001 | Ladda upp en bild av detta fornminne      |
| Hubbo 108:3               | Husgrund, förhistorisk/medeltida |              | Hubbo, Västmanland  |       | 59.660615, 16.652727 | 10229001080003 | Ladda upp en bild av detta fornminne      |
| Hubbo 113:1               | Stensättning                     |              | Hubbo, Västmanland  |       | 59.679389, 16.578533 | 10229001130001 | Ladda upp en bild av detta fornminne      |
| Hubbo 118:1               | Stensättning                     |              | Hubbo, Västmanland  |       | 59.653591, 16.586649 | 10229001180001 | Ladda upp en bild av detta fornminne      |
| Hubbo 120:1               | Stensättning                     |              | Hubbo, Västmanland  |       | 59.700267, 16.603185 | 10229001200001 | Ladda upp en bild av detta fornminne      |
| Hubbo 124:1               | Hög                              |              | Hubbo, Västmanland  |       | 59.698095, 16.614189 | 10229001240001 | Ladda upp en bild av detta fornminne      |
| Hubbo 138:1               | Hällristning                     |              | Hubbo, Västmanland  |       | 59.670202, 16.623797 | 10229001380001 | Ladda upp en bild av detta fornminne      |
| Hubbo 139:1               | Hällristning                     |              | Hubbo, Västmanland  |       | 59.670191, 16.625468 | 10229001390001 | Ladda upp en bild av detta fornminne      |
| Hubbo 141:1               | Stensättning                     |              | Hubbo, Västmanland  |       | 59.659271, 16.601937 | 10229001410001 | Ladda upp en bild av detta fornminne      |
| Hubbo 142:1               | Hög                              |              | Hubbo, Västmanland  |       | 59.681141, 16.629514 | 10229001420001 | Ladda upp en bild av detta fornminne      |
| Hubbo 148:1               | Gravfält                         |              | Hubbo, Västmanland  |       | 59.670620, 16.644463 | 10229001480001 | Ladda upp en bild av detta fornminne      |
| Hubbo 179:1               | Hällristning                     |              | Hubbo, Västmanland  |       | 59.666323, 16.650067 | 10229001790001 | Ladda upp en bild av detta fornminne      |
| Hubbo 179:2               | Hällristning                     |              | Hubbo, Västmanland  |       | 59.666323, 16.650067 | 10229001790002 | Ladda upp en bild av detta fornminne      |
| Hubbo 192                 | Stensättning                     |              | Hubbo, Västmanland  |       | 59.675049, 16.627497 | 12000000082126 | Ladda upp en bild av detta fornminne      |
| Hubbo 193                 | Stensättning                     |              | Hubbo, Västmanland  |       | 59.674952, 16.627377 | 12000000082127 | Ladda upp en bild av detta fornminne      |
| Hubbo 217                 | Hällristning                     |              | Hubbo, Västmanland  |       | 59.678774, 16.596681 | 12000000103556 | Ladda upp en bild av detta fornminne      |
| Romfartuna 84:1           | Hög                              |              | Hubbo, Västmanland  |       | 59.689267, 16.580206 | 10231300840001 | Ladda upp en bild av detta fornminne      |